# Доњи Ратиш
Доњи Ратиш (алб. Ratish i Ulët/Qëndresë e Poshtme) је насељено место у општини Дечани, на Косову и Метохији. Према попису становништва из 2011. у насељу је живело 560 становника.

## Положај
Атар насеља се налази на територији катастарске општине Доњи Ратиш површине 401 ha. Село се налази у долини Лоћанске и Дечанске Бистрице.

## Историја
Ратиш се први пут помиње 1330. године, у повељи коју је српски краљ Стефан Дечански издао својој задужбини — манастиру Дечанима. Тада је село имало 17 српских кућа. Године 1935. сељаци су на темељима старије српске цркве подигли нову цркву посвећену Св. Тројици. Она је демолирана и оскрнављена априла 1941. године када су Албанци попалили и раселили сва српска и црногорска села у Метохији, али је ипак стајала као рушевина и после Другог светског рата. Осамдесетих година 20. века је потпуно срушена. Око цркве Св. Тројице постојало је старо српско гробље од којег сада нема ниједан надгробни споменик ни камен.

## Становништво
Према попису из 2011. године, Доњи Ратиш има следећи етнички састав становништва:
| Националност | 2011.         |
| Албанци      | 560 (100,00%) |
| Укупно       | 560           |

| Демографија | Демографија | Демографија |
| Година      | Становника  | Становника  |
| ----------- | ----------- | ----------- |
| 1948.       | 254         |             |
| 1953.       | 291         |             |
| 1961.       | 298         |             |
| 1971.       | 361         |             |
| 1981.       | 453         |             |
| 1991.       | 519         |             |
| 2011.       | 560         |             |